# Kávallos
Kávallos är en ort i Grekland.   Den ligger i prefekturen Lefkas och regionen Joniska öarna, i den centrala delen av landet, 280 km väster om huvudstaden Aten. Kávallos ligger 454 meter över havet och antalet invånare är 180. Den ligger på ön Lefkas.
Terrängen runt Kávallos är huvudsakligen kuperad, men söderut är den bergig. Havet är nära Kávallos åt nordväst.  Närmaste större samhälle är Lefkáda, 6,1 km nordost om Kávallos. 